# Volleyball-Europameisterschaft der Kleinstaaten
Die Volleyball-Europameisterschaften der Kleinstaaten sind vom europäischen Verband CEV durchgeführte Turniere zur Ermittlung des Europameisters der Kleinstaaten bei den Damen, Herren, Junioren und Juniorinnen. An den Kleinstaaten-Europameisterschaften dürfen nur Verbände teilnehmen, welche vom CEV den Status eines Kleinstaates erhalten haben (Anzahl Mitglieder im Verband). Momentan gehören folgende 15 Verbände zum „Bund der Kleinstaaten“:
| Andorra    | AND | Zypern        | CYP | Färöer     | FER |
| Gibraltar  | GIB | Grönland      | GRL | Island     | ISL |
| Irland     | IRL | Liechtenstein | LIE | Luxemburg  | LUX |
| Malta      | MLT | Monaco        | MON | Nordirland | NIR |
| San Marino | SMR | Schottland    | SCO | Wales      | WAL |

## Turniere

### Herren
| Jahr | Gastgeber       | Gold      | Silber     | Bronze     |
| ---- | --------------- | --------- | ---------- | ---------- |
| 2001 | unbekannt       | Zypern    | Schottland | Luxemburg  |
| 2003 | Andorra         | Zypern    | Island     | Schottland |
| 2005 | Luxemburg       | Zypern    | Luxemburg  | Färöer     |
| 2007 | Limassol (CYP)  | Zypern    | Andorra    | Luxemburg  |
| 2009 | Luxemburg       | Zypern    | Luxemburg  | Island     |
| 2011 | Andorra         | Zypern    | Luxemburg  | Andorra    |
| 2013 | Limassol (CYP)  | Zypern    | Schottland | Luxemburg  |
| 2015 | Luxemburg       | Luxemburg | Zypern     | Schottland |
| 2017 | Reykjavík (ISL) | Luxemburg | Zypern     | Island     |

### Damen
| Jahr | Gastgeber      | Gold       | Silber     | Bronze        |
| ---- | -------------- | ---------- | ---------- | ------------- |
| 2001 | unbekannt      | Zypern     | San Marino | Malta         |
| 2003 | Luxemburg      | San Marino | Zypern     | Luxemburg     |
| 2005 | Schaan (LIE)   | Zypern     | Luxemburg  | Liechtenstein |
| 2007 | Glasgow (SCO)  | Island     | Luxemburg  | Zypern        |
| 2009 | Schaan (LIE)   | Zypern     | San Marino | Luxemburg     |
| 2011 | Luxemburg      | Zypern     | San Marino | Luxemburg     |
| 2013 | Cospicua (MLT) | Zypern     | San Marino | Schottland    |
| 2015 | Schaan (LIE)   | Zypern     | Schottland | Luxemburg     |
| 2017 | Luxemburg      | Island     | Luxemburg  | Zypern        |

### Junioren
| Jahr | Gastgeber             | Gold      | Silber    | Bronze     |
| ---- | --------------------- | --------- | --------- | ---------- |
| 2006 | Liechtenstein, Schaan | Zypern    | Luxemburg | San Marino |
| 2008 | Malta, Cospicua       | Luxemburg | Zypern    | San Marino |

### Juniorinnen
| Jahr | Gastgeber              | Gold      | Silber | Bronze        |
| ---- | ---------------------- | --------- | ------ | ------------- |
| 2006 | San Marino, Serravalle | Luxemburg | Zypern | San Marino    |
| 2008 | Liechtenstein, Schaan  | Luxemburg | Zypern | Liechtenstein |